# Campionato del mondo di hockey su slittino - Gruppo C 2022
Il campionato del mondo di hockey su slittino - Gruppo C 2022 è stata la terza edizione del torneo di terzo livello. Si è disputato a Bangkok, in Thailandia, dal 6 all'11 dicembre 2022. L'edizione precedente, prevista nel 2020, era stata cancellata a causa della pandemia di COVID-19.

## Partecipanti
Avrebbero dovuto prendere parte al torneo sei squadre: il Regno Unito (retrocesso dal gruppo B nel 2019), l'Austria (che aveva vinto la prima edizione del mondiale di terza divisione ma non aveva preso parte ai successivi mondiali di gruppo B) e le esordienti Thailandia, Francia, Kazakistan e Armenia.
La nazionale armena si è tuttavia ritirata pochi giorni prima dell'inizio del torneo.
Tra le cinque nazionali rimaste si è svolto un girone all'italiana di sola andata. La prima classificata ha ottenuto la promozione nel successivo Campionato del mondo di hockey su slittino - Gruppo B 2023.

## Incontri

### Prima giornata
| Bangkok 6 dicembre 2022, ore 14.30 (UTC+7) | Austria          | 1 – 3 (0:1; 1:0; 0:2) referto | Francia | Thailand International Ice Hockey Arena (89 spett.)\| Arbitro: \| Simone Soraperra \| |
| Arbitro:                                   | Simone Soraperra |                               |         |                                                                                       |

| Bangkok 6 dicembre 2022, ore 19.00 (UTC+7) | Regno Unito   | 11 – 0 (3:0; 4:0; 4:0) referto | Thailandia | Thailand International Ice Hockey Arena\| Arbitro: \| Patrick Myers \| |
| Arbitro:                                   | Patrick Myers |                                |            |                                                                        |

### Seconda giornata
| Bangkok 7 dicembre 2022, ore 14.30 (UTC+7) | Francia        | 0 – 7 (0:1; 0:3; 0:3) referto | Regno Unito | Thailand International Ice Hockey Arena\| Arbitro: \| Logan Wetekamp \| |
| Arbitro:                                   | Logan Wetekamp |                               |             |                                                                         |

| Bangkok 7 dicembre 2022, ore 18.00 (UTC+7) | Thailandia     | 0 – 7 (0:3; 0:2; 0:2) referto | Kazakistan | Thailand International Ice Hockey Arena\| Arbitro: \| Kevin Webinger \| |
| Arbitro:                                   | Kevin Webinger |                               |            |                                                                         |

### Terza giornata
| Bangkok 8 dicembre 2022, ore 14.30 (UTC+7) | Kazakistan     | 10 – 0 (2:0; 4:0; 4:0) referto | Francia | Thailand International Ice Hockey Arena\| Arbitro: \| Kevin Webinger \| |
| Arbitro:                                   | Kevin Webinger |                                |         |                                                                         |

| Bangkok 8 dicembre 2022, ore 18.00 (UTC+7) | Regno Unito      | 7 – 0 (3:0; 2:0; 2:0) referto | Austria | Thailand International Ice Hockey Arena (55 spett.)\| Arbitro: \| Simone Soraperra \| |
| Arbitro:                                   | Simone Soraperra |                               |         |                                                                                       |

### Quarta giornata
| Bangkok 10 dicembre 2022, ore 14.30 (UTC+7) | Austria        | 2 – 9 (1:2; 0:2; 1:5) referto | Kazakistan | Thailand International Ice Hockey Arena (75 spett.)\| Arbitro: \| Logan Wetekamp \| |
| Arbitro:                                    | Logan Wetekamp |                               |            |                                                                                     |

| Bangkok 10 dicembre 2022, ore 18.00 (UTC+7) | Francia       | 2 – 0 (1:0; 0:0; 1:0) referto | Thailandia | Thailand International Ice Hockey Arena\| Arbitro: \| Patrick Myers \| |
| Arbitro:                                    | Patrick Myers |                               |            |                                                                        |

### Quinta giornata
| Bangkok 11 dicembre 2022, ore 14.30 (UTC+7) | Kazakistan    | 0 – 6 (0:3; 0:2; 0:1) referto | Regno Unito | Thailand International Ice Hockey Arena\| Arbitro: \| Patrick Myers \| |
| Arbitro:                                    | Patrick Myers |                               |             |                                                                        |

| Bangkok 11 dicembre 2022, ore 16.30 (UTC+7) | Thailandia       | 0 – 5 (0:3; 0:2; 0:0) referto | Austria | Thailand International Ice Hockey Arena\| Arbitro: \| Simone Soraperra \| |
| Arbitro:                                    | Simone Soraperra |                               |         |                                                                           |

### Classifica
| Pos. | Squadra     | Pt. | PG | V | VOT | POT | P | GF | GS |
| ---- | ----------- | --- | -- | - | --- | --- | - | -- | -- |
| 1.   | Regno Unito | 12  | 4  | 4 | 0   | 0   | 0 | 31 | 0  |
| 2.   | Kazakistan  | 9   | 4  | 3 | 0   | 0   | 1 | 26 | 8  |
| 3.   | Francia     | 6   | 4  | 2 | 0   | 0   | 2 | 5  | 18 |
| 4.   | Austria     | 3   | 4  | 1 | 0   | 0   | 3 | 8  | 19 |
| 5.   | Thailandia  | 0   | 4  | 0 | 0   | 0   | 4 | 0  | 25 |